# جويل راندال
جويل راندال (بالإنجليزية: Joel Randall)‏ هو لاعب كرة قدم بريطاني، ولد في 1 نوفمبر 1999 في سالزبوري في المملكة المتحدة. لعب مع نادي إكزتر سيتي.

## وصلات خارجية
- جويل راندال على موقع قاعدة بيانات كرة القدم.إي يو (الإنجليزية)
- جويل راندال على موقع Soccerbase.com (لاعب) (الإنجليزية)